# 学士街道
学士街道是中华人民共和国湖南省长沙市岳麓区下辖的一个街道。

## 行政区划
学士街道下辖以下村级行政区划单位：
白鹤社区、斑马塘社区、学联社区、学安社区、学锦社区、学士桥社区、学府社区、联丰村、学泰村、学华村。